# Миза Інью
Миза Інью (ест. Inju mõis, нім. Innis). Перші відомості відносно мизи Інью відносяться до 1479 р. В 1520 р. мизу придбали Кавери, а з 1550 по 1679 р. вона належала фон Пайкуллям.
Миза, яка в 1877 р. перейшла у власність Германа фон Краузе, залишалася в руках останнього до експроприації 1919 р. Побудований на італійський штиб з жовтуватого вапняка панський будинок в стилі неоренесансу з’явився в маєтку в 1894 р. Автором проекту одного з найхарактерніших будинків в стилі неоренесансу в Естонії міг бути архітектор Рудольф фон Енгельгардт, хоча дехто приписує авторство власнику сусідньої мизи Мууга академіку Карлу Тимолеону фон Неффу (виходячи із подібності аркад).
В експроприйованій у фон Краузе мизі в 1920 р. було відкрито дім сиріт. Дитячий будинок, що виріс з нього, перебуває в мизі і понині. 